# Универзитет у Торонту
Универзитет у Торонту (енгл. University of Toronto, U of T) је једна од највећих институција високог образовања у Канади. Наставно особље броји преко 2.000 чланова, а универзитет похађа 59.434 студената на више програма основних студија. Мото универзитета је Velut arbor ævo, што на латинском значи: као дрво кроз векове. Основан је краљевском повељом 1827. године као Кингс колеџ, и прва је високошколска установа у Горњој Канади. Универзитет је првобитно контролисала црква Енглеске, а данашњи назив универзитет је преузео 1850. године када је постао секуларна институција. Као факултетски универзитет, састоји се од једанаест колеџа, сваки са знатном аутономијом у финансијским и институционалним пословима и значајним разликама по карактеру и историји. Универзитет такође има два приградска кампуса смештена у Скарбору и Мисисоги.
Универзитет у Торонту нуди преко 700 додипломских и 200 постдипломских програма. На свим главним ранг листама универзитет се непрекидно налази у првих десет јавних универзитета у свету и као врхунски универзитет у Канади. Он годишње прима више финансијских средства за научна истраживања и доприноса од било ког другог канадског универзитета и један је од два члана Асоцијације америчких универзитета изван Сједињених Држава, при чему је други Универзитет Макгил.
Академски гледано, Универзитет у Торонту је познат по утицајним кретањима и наставним плановима и програмима у областима књижевне критике и теорије комуникације, заједнички познатим као Торонтска школа. Универзитет је био родно место истраживања инсулина и матичних ћелија, првог вештачког срчаног пејсмејкер, и место прве успешне трансплантације плућа и нерва. Универзитет је такође био дом за првог електронски микроскоп, развоја дубоког учења, неуронских мрежа, мултитач технологију, идентификације прве црне рупе Labud X-1 и развоја теорије НП-комплетности.
Варсити Блуз су атлетски тимови који представљају универзитет на мечевима међуколегијалних лига, везаних за фудбал, веслање и хокеј на леду. Најранији забележени пример гридион фудбала одвио се на Универзитету у Торонту у Универзитетском колеџу у новембру 1861. Универзитетска кућа Харт рани је пример северноамеричког студентског центра, истовремено служећи културним, интелектуалним и рекреативним интересима у оквиру свог великог готичко-препородног комплекса.

## Историја

### Рана историја
Оснивање колонијалног колеџа дуго је била жеља Џона Грејвса Симка, првог поручника-гувернера Горње Канаде и оснивача Јорка, колонијалне престонице. Као војни заповедник школован у Оксфорду, који се борио у Америчком револуционарном рату, Симко је веровао да је потребан колеџ за спречавање ширења републиканизма из Сједињених Држава. Извршни комитет Горње Канаде препоручио је 1798. године да се у Јорку оснује колеџ.
Дана 15. марта 1827. године краљ Џорџ IV формално је издао краљевску повељу, проглашавајући „од овог времена један колеџ, са стилом и привилегијама универзитета ... за образовање младих на принципима хришћанске религије, и за њихово подучавање у разним гранама науке и књижевности ... да се настави заувек, под називом Кингс колеџ“. Додељивање повеље углавном је резултат интензивног лобирања Џона Строна, утицајног англиканског епископа Торонта који је преузео дужност првог председника колеџа. Оригинална троспратна школа и стилу грчког препорода изграђена је на данашњем месту Квинс парка.
Под Строновим надзором, Кингс колеџ је био верска институција уско повезана са Црквом Енглеске и британском колонијалном елитом, познатом као Породични компакт. Реформистички политичари противили су се контроли свештенства над колонијалним институцијама и борили су се за то да се колеџ секуларизира. Године 1849, након дуге и жестоке расправе, новоизабрана надзорна влада провинције Канаде изгласала је преименовање Кингс колеџа у Универзитет у Торонту и прекинула везе школе са црквом. Очекујући ову одлуку, разјарени Строн дао је оставку годину дана раније и отворио Тринити колеџ као приватну англиканску богословију. Универзитетски колеџ је створен као неденоминациона наставна грана Универзитета у Торонту. Током Америчког грађанског рата, претња блокадом Уније на Британској Северној Америци подстакла је стварање Универзитетског пушачког корпуса, који се борио у отпору фенијанским нападима на границу Ниагаре 1866. Тај корпус је био део Резервне милиције коју је водио професор Хенри Крофт.